# Schoorwal

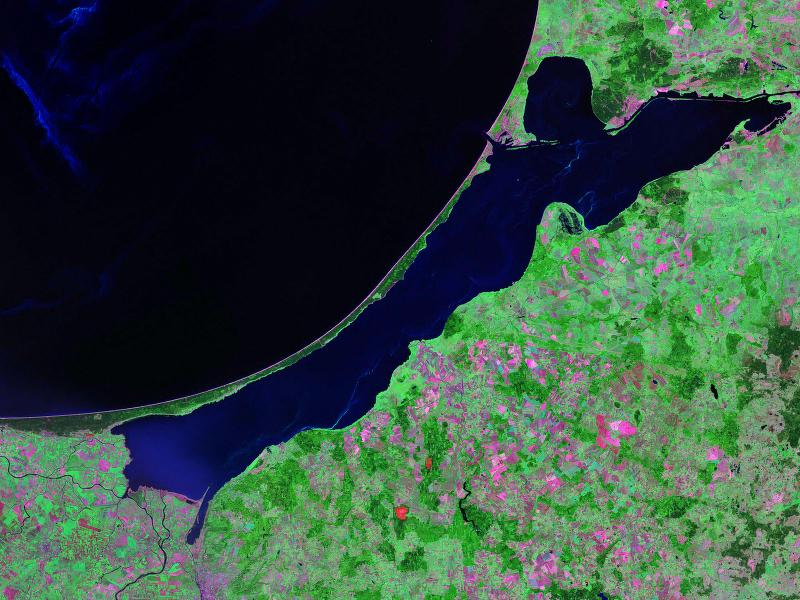
De Wislaschoorwal en de Wislahaf (Polen)

Een schoorwal is een lange, smalle landtong die gevormd wordt door afzetting van zand in een bocht van de zeekust, en die de bocht op deze manier geheel of gedeeltelijk afsluit van de open zee, veelal evenwijdig aan de kust.
Het afgesloten gebied krijgt naargelang de omstandigheden de volgende naam:
- haf als er een rivier in uitmondt
- lagune als er geen rivier in uitmondt
- kustmeer als het volledig afgesloten is.

Indien de schoorwal de verbinding vormt tussen een eiland en de vaste wal wordt hij meer specifiek tombolo genoemd.
Schoorwallen komen wereldwijd voor. Bekende voorbeelden zijn de Koerse Schoorwal in de Oostzee en het Lido van Venetië. De grootste schoorwal van de Verenigde Staten ligt in de staat Washington. De Dungeness Spit is ruim negen kilometer lang en er komt elk jaar nog gemiddeld zo'n vijf meter bij. Chesil Beach in Zuid-Engeland is ook een schoorwal.